# Diaphylla ornata
Diaphylla ornata är en skalbaggsart som beskrevs av Philippi 1864. Diaphylla ornata ingår i släktet Diaphylla och familjen Melolonthidae. Inga underarter finns listade i Catalogue of Life.